# Mosso
Mosso é uma comuna italiana da região do Piemonte, província de Biella, com cerca de 1.804 habitantes. Estende-se por uma área de 18 km², tendo uma densidade populacional de 100 hab/km². Faz fronteira com Bioglio, Campiglia Cervo, Piatto, Quittengo, Trivero, Vallanzengo, Valle Mosso, Veglio.